# Gentile Zanardi
Gentile Zanardi in Monti (Bologna, 1660 circa – 1700 circa) è stata una pittrice italiana di ritratti e quadri a carattere storico, attiva a Bologna nel periodo barocco.

## Biografia
Poco si sa di questa artista.
Nata a Bologna nel 1660, Gentile Zanardi crebbe in una famiglia bolognese di artisti: suo padre Giulio (1639–1694) e suo fratello Giampaolo o Giovanni Paolo Zanardi (attivo dal 1658 al 1669) erano pittori. Discepola di Marcantonio Franceschini, sposò Sebastiano Monti, pittore quadraturista che era stato allievo di Agostino Mitelli.
Pellegrino Antonio Orlandi ed altre fonti ottocentesche ricordano come «con dolcezza e amenità di colore copiò a memoria» e, «più felice della giovinetta Lauteri» morta giovanissima, Gentile Zanardi «dipinse di propria invenzione con la dolcezza del Cignani».
Secondo Stefano Ticozzi, Zanardi era un'abile disegnatrice, creativa e disinvolta nel tradurre in pittura storie e ornamenti, capace di consigliare il marito pittore per il quale spesso disegnava, senza per questo essere menzionata come co-autrice delle opere, pratica usuale all'epoca.
Mentre il Dizionario Benezit e l'Allgemeines Künstlerlexikon la ricordano soprattutto per i dipinti del genere storico, i ritratti e per la reputazione acquisita copiando capolavori altrui, Marcello Oretti (1714-1787) menziona varie opere a soggetto religioso della pittrice: una copia di un Battesimo di Cristo dell'Albani, un dipinto di piccole dimensioni raffigurante San Liborio conservato nella chiesa di San Giorgio, una Resurrezione, un ritratto di Padre Maestro Linzarini, e indica senza elencarle «altre sue pitture descritte nell'inventario di Santa Chiesa». Sempre Oretti cita due quadri ad olio che don Domenico Bonfiglioli, cappellano dell'Ospitale di San Francesco, «ebbe dalla pittrice Zanardi», senza chiarire se fu lei a dipingerli: una Beata Vergine col Bambino e un San Giuseppe col Bambino in braccio, dipinto a mezza figura e copiato dal Franceschini.
Gentile Zanardi morì intorno all'anno 1700.
Già nella seconda metà dell'Ottocento non erano più note sue opere esistenti. Caduta nell'oblio, le fonti non escludono anzi suggeriscono che le opere superstiti possano essere state attribuite al fratello nel corso del tempo.